# Крутеньке (Синельниківський район)
Круте́ньке — село в Україні, у Дубовиківській сільській громаді Синельниківського району Дніпропетровської області. Населення становить 75 осіб. До 2017 року орган місцевого самоврядування — Зеленогайська сільська рада.

## Історія
7 (20) листопада 1917 року, відповідно до Третього Універсалу Української Центральної Ради, увійшло до складу Української Народної Республіки.
12 червня 2020 року, відповідно до розпорядження Кабінету Міністрів України № 709-р від «Про визначення адміністративних центрів та затвердження територій територіальних громад Дніпропетровської області», увійшло до складу Дубовиківської сільської громади.
19 липня 2020 року, в результаті адміністративно-територіальної реформи та ліквідації Васильківського району, село увійшло до складу новоутвореного Синельниківського району.

## Географія
Село Крутеньке розташоване в центральній частині Синельниківського району за 3 км від правого берега річки Чаплина. На півдні межує з селищем Просяна, на сході з селом Довге, на півночі з селом Зелений Гай та на заході з селом Таранове.

## Населення

### Мова
Розподіл населення за рідною мовою за даними перепису 2001 року:
| Мова       | Кількість | Відсоток |
| ---------- | --------- | -------- |
| українська | 74        | 98.67%   |
| російська  | 1         | 1.33%    |
| Усього     | 75        | 100%     |